# Galería de trovadores

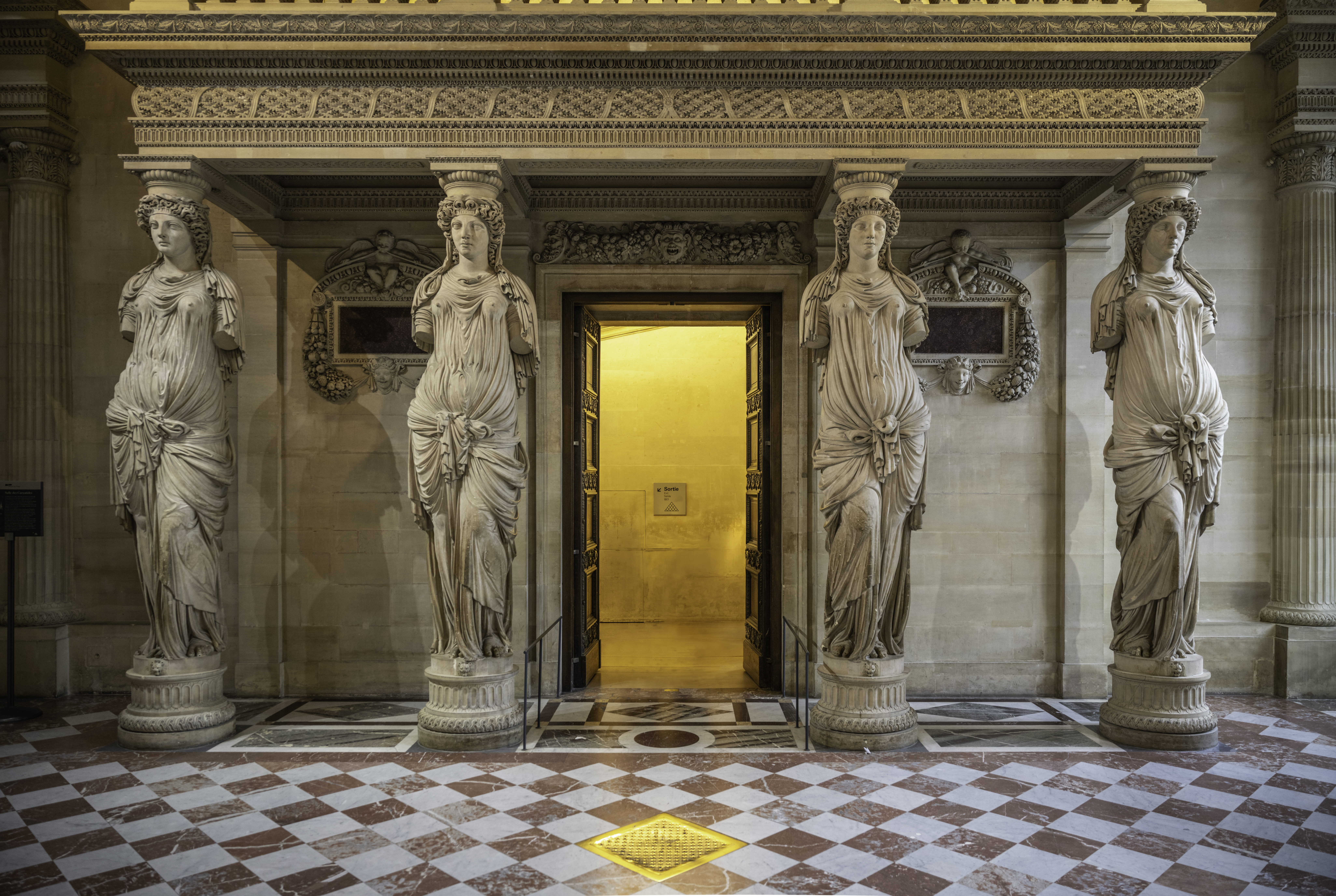
Galería de trovadores en el Louvre (1550)

Una galería de trovadores (ingl. minstrels' gallery) es un tipo de balcón interior situado a menudo en el salón principal de un castillo o de una gran mansión feudal que se usaba para que los músicos (trovadores) interpretaran sus melodías discretamente, apartados de las miradas de los invitados. Era relativamente frecuente en las construcciones medievales británicas de los siglos XII y XIII.
Un raro ejemplo de una galería de trovadores construida en un edificio religioso podemos encontrarlo en la catedral anglicana de San Pedro, en Exeter (condado de Devon, Inglaterra). No está claro por qué en este caso no se ha empleado el término galería de músicos para denominarla, en lugar de galería de trovadores, dado que los trovadores eran músicos seculares que interpretaban música profana, no religiosa, y cuyas actuaciones, por tanto, estaban prohibidas en un contexto litúrgico.